# Sous-préfecture d'Aricanduva/Formosa/Carrão
 (septembre 2022).
La mise en forme du texte ne suit pas les recommandations de Wikipédia : il faut le « wikifier ».
Les points d'amélioration suivants sont les cas les plus fréquents. Le détail des points à revoir est peut-être précisé sur la page de discussion.
- Les titres sont pré-formatés par le logiciel. Ils ne sont ni en capitales, ni en gras.
- Le texte ne doit pas être écrit en capitales (les noms de famille non plus), ni en gras, ni en italique, ni en « petit »…
- Le gras n'est utilisé que pour surligner le titre de l'article dans l'introduction, une seule fois.
- L'italique est rarement utilisé : mots en langue étrangère, titres d'œuvres, noms de bateaux, etc.
- Les citations ne sont pas en italique mais en corps de texte normal. Elles sont entourées par des guillemets français : « et ».
- Les listes à puces sont à éviter, des paragraphes rédigés étant largement préférés. Les tableaux sont à réserver à la présentation de données structurées (résultats, etc.).
- Les appels de note de bas de page (petits chiffres en exposant, introduits par l'outil «  Source ») sont à placer entre la fin de phrase et le point final[comme ça].
- Les liens internes (vers d'autres articles de Wikipédia) sont à choisir avec parcimonie. Créez des liens vers des articles approfondissant le sujet. Les termes génériques sans rapport avec le sujet sont à éviter, ainsi que les répétitions de liens vers un même terme.
- Les liens externes sont à placer uniquement dans une section « Liens externes », à la fin de l'article. Ces liens sont à choisir avec parcimonie suivant les règles définies. Si un lien sert de source à l'article, son insertion dans le texte est à faire par les notes de bas de page.
- La présentation des références doit suivre les conventions bibliographiques. Il est recommandé d'utiliser les modèles {{Ouvrage}}, {{Chapitre}}, {{Article}}, {{Lien web}} et/ou {{Bibliographie}}. Le mode d'édition visuel peut mettre en forme automatiquement les références.
- Insérer une infobox (cadre d'informations à droite) n'est pas obligatoire pour parachever la mise en page.

Pour une aide détaillée, merci de consulter Aide:Wikification.
Si vous pensez que ces points ont été résolus, vous pouvez retirer ce bandeau et améliorer la mise en forme d'un autre article.
La sous-préfecture d'Aricanduva/Formosa/Carrão est régie par la loi n° 13 999 du 1er août 2002 et est l'une des 32 sous-préfectures de la municipalité de São Paulo. Elle comprend trois districts : Aricanduva, Carrão et Vila Formosa, représentant une superficie de 21,5 km², habitée par 266 838 personnes.
Actuellement, la sous-préfete est Fernanda Galdino,, avec un mandat jusqu'en 2021.
La sous-préfecture d'Aricanduva/Formose/Carrão comprend des quartiers variés, comme Aricanduva, avec son grand centre commercial et ses routes importantes ; Carrão, avec un profil résidentiel et commercial ; et Vila Formosa, où se trouvent le cimetière de Vila Formosa et les espaces verts. Jardim Anália Franco, un quartier noble, se distingue par ses copropriétés haut de gamme, son commerce sophistiqué et le centre commercial Anália Franco.

## District d'Aricanduva
- IDH : 0,879 - élevé (59°)
- Superficie : 6.60 km²
- Population : 89 622[4]
- Quartiers principaux : Jardim Aricanduva, Vila Antonieta, Vila Rica, Vila Nova York
- Principales voies d'accès : Avenue Aricanduva, Avenue Rio das Pedras, Avenue Francisco José Resende, Avenue Inconfidência Mineira, Avenue dos Nacionalistas

## District de Carrão
- IDH : 0,886 - élevé (30°)
- Superficie : 7.50 km²
- Population : 83 281[4]
- Quartiers principaux : Vila Carrão, Vila Santa Isabel, Vila Nova Manchester, Chácara Califórnia, Chácara Santo Antônio, Chácara Santo Estevão
- Principales voies d'accès : Avenue Conselheiro Carrão, Avenue Doutor Eduardo Cotching, Radial Leste

## District de Vila Formosa
- IDH : 0,084 - élevé (34°)
- Superficie : 7.40 km²
- Population : 94 799[4]
- Principaux quartiers : Vila Formosa, Chácara Belenzinho, Jardim Têxtil, Jardim Anália Franco
- Principales voies d'accès : Avenue Regente Feijó, Avenue Doutor Eduardo Cotching, Avenue João XVIII